# امیل امبو
امیل امبو (انگلیسی: Émile Mbouh؛ زادهٔ ۳۰ مهٔ ۱۹۶۶) بازیکن فوتبال اهل کامرون بود.
از باشگاه‌هایی که در آن بازی کرده است می‌توان به باشگاه فوتبال لو آور، باشگاه فوتبال لیائونینگ، باشگاه فوتبال ویتوریا گیماریش، باشگاه فوتبال الاتفاق عربستان سعودی، و باشگاه ورزشی القطر اشاره کرد.
وی همچنین در تیم ملی فوتبال کامرون بازی کرده است.